# گناهکار (فیلم ۲۰۱۸)
گناهکار (به دانمارکی: Den skyldige) یک فیلم جنایی محصول کشور دانمارک است که در سال ۲۰۱۸ تولید شده‌است. کارگردان و نویسندهٔ همکار این فیلم، گوستاو مولر است و یاکوب سیدرگرین بازیگر اصلی آن است. این فیلم تنها در یک لوکیشن ظبط شده است.
فیلم هالیوودی گناهکار محصول 2021 بعد ها از این فیلم بازسازی شده است.
این فیلم به‌عنوان نمایندهٔ دانمارک برای جایزهٔ اسکار بهترین فیلم بین‌المللی در نود و یکمین دورهٔ جوایز اسکار انتخاب شده‌بود.

## بازیگران
- یاکوب سیدرگرین در نقشِ آزگر هولم
- جسیکا دیناگه در نقشِ ایبن اوسترگارد (صدا)
- عمر شرقاوی در نقشِ رشید (صدا)
- یان اولسن در نقشِ میکل برگ (صدا)
- کاتینکا اورس-یانسن در نقشِ ماتیلده اوسترگارد (صدا)
- یاکوب لوهمان در نقشِ بو (صدا)
- سیمون بِنِبیرگ در نقشِ نیکلای ینسن (صدا)
- لورا برو در نقشِ تانیا بریکس (صدا)
- مورتن تونبو در نقشِ توربن

## نقدها و جوایز

### منتقدین
فیلم گناهکار نقدهای مثبتی از منتقدان سینمای جهان دریافت کرد. راتن تومیتوز گزارش کرد که ۹۸٪ منتقدان نسبت به فیلم نظر مثبتی داشته‌اند که این درصد از روی ۱۱۱ نقد بدست آمده که در مجموع نمرهٔ ۷٫۹۶/۱۰. را نصیب فیلم می‌کند. فیلم در سایت متاکریتیک نیز امتیاز ۸۳/۱۰۰ را دریافت کرد که این میانگین از روی ۲۳ نقد بدست آمده که به معنای «تحسین جهانی» است.

### جوایز
| جایزه                        | زمان برگزاری   | رده                      | دریافت‌کننده    | نتیجه    | ارجاعات       |
| ---------------------------- | -------------- | ------------------------ | -------------- | -------- | ------------- |
| انجمن منتقدین فیلم آستین     | ۷ ژانویه ۲۰۱۹  | بهترین فیلم خارجی‌زبان    |                | نامزدشده | [ ۹ ]         |
| جوایز بودیل                  | ۲ مارس ۲۰۱۹    | بهترین فیلم دانمارکی     | گوستاو مولر    | نامزدشده | [ ۱۰ ] [ ۱۱ ] |
| جوایز بودیل                  | ۲ مارس ۲۰۱۹    | بهترین بازیگر مرد        | یاکوب سیدرگرین | برنده    | [ ۱۰ ] [ ۱۱ ] |
| جوایز بودیل                  | ۲ مارس ۲۰۱۹    | فیلم پرمخاطب             | گوستاو مولر    | برنده    | [ ۱۰ ] [ ۱۱ ] |
| هیئت ملی بازبینی فیلم        | ۲۷ نوامبر ۲۰۱۸ | ۵ فیلم برتر خارجی‌زبان    |                | برنده    | [ ۱۲ ]        |
| جایزه ستلایت                 | ۱۷ فوریه ۲۰۱۹  | بهترین فیلم خارجی‌زبان    |                | نامزدشده | [ ۱۳ ]        |
| انجمن منتقدان فیلم سنت لوئیس | ۱۶ دسامبر ۲۰۱۸ | بهترین فیلم خارجی‌زبان    |                | نامزدشده | [ ۱۴ ]        |
| جایزه روبرت                  | فوریه ۲۰۱۹     | بهترین فیلم دانمارکی     | گوستاو مولر    | برنده    | [ ۱۵ ]        |
| جایزه روبرت                  | فوریه ۲۰۱۹     | بهترین بازیگر مرد        | یاکوب سیدرگرین | برنده    | [ ۱۵ ]        |
| جایزه روبرت                  | فوریه ۲۰۱۹     | بهترین کارگردان          | گوستاو مولر    | برنده    | [ ۱۵ ]        |
| جایزه روبرت                  | فوریه ۲۰۱۹     | بهترین تدوین             |                | برنده    | [ ۱۵ ]        |
| جایزه روبرت                  | فوریه ۲۰۱۹     | بهترین بازیگر زن مکمل    |                | برنده    | [ ۱۵ ]        |
| جایزه روبرت                  | فوریه ۲۰۱۹     | بهترین فیلمنامه اورجبنال |                | برنده    | [ ۱۵ ]        |
| جایزه روبرت                  | فوریه ۲۰۱۹     | بهترین صداگذاری          |                | برنده    | [ ۱۵ ]        |